# Healing (album)
Albums de Todd Rundgren
Back to the Bars
(1978) The Ever Popular Tortured Artist Effect
(1983)
Healing est le neuvième album studio de Todd Rundgren, sorti en 1981.
Les thèmes de l'album sont la spiritualité et la condition humaine, quelque chose que Rundgren a abordé à maintes reprises dans des travaux antérieurs, mais jamais avec la cohérence présentée ici, chaque piste explorant un aspect différent. La couverture arrière de l'album (œuvre de Prince Prairie) montre le caducée et un arbre de vie kabbalistique superposés chacun par une clé triple (inversée pour l'arbre de vie), reflétant le lien de Rundgren entre sa spiritualité et sa musique.

## Titres
Toutes les chansons sont écrites et composées par Todd Rundgren.
| 1. | Healer       | 3:40 |
| 2. | Pulse        | 3:07 |
| 3. | Flesh        | 3:58 |
| 4. | Golden Goose | 3:16 |
| 5. | Compassion   | 4:43 |
| 6. | Shine        | 8:12 |

| 1. | Healing, Part I   | 7:28 |
| 2. | Healing, Part II  | 7:52 |
| 3. | Healing, Part III | 4:40 |

La version originale de Healing, au format 33 tours, incluait un 45 tours bonus avec deux titres :
| No | Titre       | Durée |
| -- | ----------- | ----- |
| 1. | Time Heals  | 3:33  |
| 2. | Tiny Demons | 3:08  |

Ces titres constituent les deux dernières pistes de la version CD.

## Musiciens
- Todd Rundgren : chant, instruments, arrangements